# Ruda (dopływ Lipnicy)
Ruda – potok, dopływ Lipnicy. Cała jego zlewnia znajduje się w obrębie wsi Gdów w powiecie wielickim, województwie małopolskim. Wypływa na wysokości 235 m n.p.m. na polach uprawnych po północnej stronie zabudowanego obszaru Gdowa, przepływa przez zabudowany teren wsi i po jej południowo-zachodniej stronie znów wypływa na pola uprawne. Tutaj na wysokości 220 m uchodzi do Lipnicy jako jej prawy dopływ.
Zlewnia Rudy znajduje się na terenie Pogórza Wielickiego.